# Associació Valenciana de Circ
Associació Valenciana de Circ (AVC) és una entitat que aglutina els professionals del circ del País Valencià. Té per objectiu establir una seu per al circ contemporani valencià, difondre aquesta art escènica i oferir espai d'assaig i creació sobretot a companyies locals. També ofereix formació en diverses tècniques circenses, repartida entre cursos regulars i intensius.
Treballa des de fa anys per regular el teatre de carrer al País Valencià. El 2010 va aconseguir l'acord per al Circuit de Teatre de Carrer a la ciutat de València, que establia espais i horaris i temps d'actuació, malgrat que el centre històric de la ciutat va quedar fora de l'acord.

## Història
Una primera etapa de l'AVC va des de desembre del 2003 fins al 2008, en què ha d'abandonar el local que ocupa al carrer de Goya de València per enderroc de l'edifici. El local de l'associació, anomenat Espai de Circ, ha estat i és en l'actualitat el pal de paller de totes les activitats de l'AVC. Inaugurat l'abril del 2004, s'hi apleguen artistes de circ i de disciplines afins com la dansa, el teatre i la música, i és la seu de l'ONG Pallassos Sense Fronteres. Gràcies a aquest local, l'entitat emprèn cursos, programa espectacles i presenta companyies. El 2007, després d'haver participat en l'organització de diversos esdeveniments, la seu de l'associació es destina exclusivament a l'assaig i l'entrenament i s'engega el Projecte Carpa, amb el qual es pretén tenir un espai permanent d'exhibició a la zona de la ciutat de València. El 2008 el Projecte Carpa s'ajorna sine die a causa del poc interès de les autoritats locals. Sense residència estable, entre el 2008 i el 2009 els esforços de l'Associació se centren en el web. En aquest període, es contracta un gerent i s'organitzen diversos cabarets que anomenen «nòmades».
El juny del 2009 es reobre l'Espai de Circ, aquesta vegada a Alboraia, en una nau de 300 m². S'inicia un període de creixement de l'AVC, motiu pel qual el local continua reformant-se fins al 2010. A partir d'aleshores, les línies d'actuació s'estabilitzen: es continua treballant en la regulació del circuit de teatre de carrer, la formació, els serveis de l'espai d'entrenament i assaig, la programació de cabarets i la presència en esdeveniments internacionals com les convencions europees de malabaristes (EJC, per la sigla en anglès). A més d'organitzar el viatge de socis i simpatitzants, cal destacar la presentació d'una pàgina web sobre mètodes d'ensenyament de jocs malabars, elaborada en col·laboració amb professionals hongaresos i alemanys a l'EJC del 2009 celebrada a Vitòria.